# بهاء الدين سام الأول
بهاء الدين سام الأول (بالفارسية: بهاء الدین سام)، كان ملك من سلالة الغوريون الذي حكم لفترة وجيزة عام 1149. كان شقيق وخليفة سيف الدين سوري.

## سيرته
لما اعتلى سيف الدين سوري العرش قسّم مملكة الغوريون بين إخوته. حصل فخر الدين مسعود على قطعة أرض قرب نهر هریرود. وبهاء الدين سام الأول حصل على غور. وشهاب الدين محمد كرنك حصل مدينة مدين. وشجاع الدين علي حصل على جرماس. وعلاء الدين حسين حصل على وجيرستان. وقطب الدين محمد حصل على ورشاد ورش حيث بنى مدينة فيروزكوه الشهيرة. ومع ذلك، تشاجر سيف فيما بعد مع شقيقه قطب، الذي لجأ إلى غزنة، وسُمم على يد السلطان الغزنوي بهرام شاه الغزنوي.
من أجل الثأر لأخيه، سار سيف نحو غزنة عام 1148، وحقق انتصارًا في معركتهُ في غزنة بينما هرب بهرام إلى كورام. قام بهرام بإعادة بناء جيشه، وسار عائداً إلى غزنة. وحين علم سيف بذلك فر، لكن الجيش الغزنوي لحق به واندلعت معركة في سانغ إي سوراك. انتهت بأسر كل من سيف ومجد الدين الموسوي ثم صُلبا في وقت لاحق في بول ياك طاق. بعد وفاته خلفه أخوه بهاء الدين سام الأول.
بعد وفاة سيف، خلفه أخوه بهاء الدين سام الأول، الذي واصل بناء فيروزكوه، وأعد جيشًا للسير نحو غزنة للانتقام لمقتل أخيه، لكنه توفي لأسباب طبيعية قبل فترة وجيزة من وصوله إلى المدينة. . ثم اعتلى علاء الدين حسين، الأخ الأصغر لسيف وبهاء الدين، عرش الغوريون.